# فهرست والیان لغمان
جدول زیر فهرست والیان ولایت لغمان افغانستان است.

## فهرست
| والی | والی | والی                  | دوره                        | جزئیات | یاداشت |
| ---- | ---- | --------------------- | --------------------------- | ------ | ------ |
|      |      | عبدالهادی واحدی       | ؟؟؟                         |        |        |
|      |      | محمد ابراهیم بابکرخیل | ۲۰۰۳ ۲۰۰۵                   |        |        |
|      |      | شاه محمود صفی         | ؟؟؟ ۲۰۰۶                    |        |        |
|      |      | محمد گلاب منگل        | ۲۰۰۶ ۲۲ مارس ۲۰۰۸           |        |        |
|      |      | لطف الله مشعل         | ۲۲ مارس ۲۰۰۸ ۱۸ مارس ۲۰۱۰   |        |        |
|      |      | محمد اقبال عزیزی      | ۱۸ مارس ۲۰۱۰ ۲۰۱۲           |        |        |
|      |      | فضل الله مجددی        | ۲۰ سپتامبر ۲۰۱۲ ۷ ژوئن ۲۰۱۵ |        |        |
|      |      | عبدالجبار نعیمی       | ۸ ژوئن ۲۰۱۵ ۱۷ فوریه ۲۰۱۸   |        |        |
|      |      | محمد آصف ننگ          | ۱۷ فوریه ۲۰۱۸ کنونی         |        | [ ۱ ]  |